# Winx Club
Winx Club je italský dětský animovaný televizní seriál vyrobený v produkci společnosti Rainbow a Nickelodeon, který vznikl v roce 2003. Jeho autorem je známý italský výtvarník Iginio Straffi. Jedná se o seriál o skupině náctiletých víl zvané „Winx“, které pomocí kouzel brání magický svět.
Kromě seriálu vznikly také tři kinofilmy. První z nich, Winx Club – Výprava do ztraceného království, byl v roce 2008 promítán i v českých kinech. Vypráví příběh o tom, jak se víla Bloom vydá zachránit své rodiče. V roce 2010 vyšel, a to i na DVD, druhý film (Winx Club – Magické dobrodružství) a o čtyři roky později třetí film (Winx Club – V tajemných hlubinách), který se odehrává mezi 5. a 6. řadou seriálu. V České republice vysílá Winx Club stanice Nickelodeon. Premiéra zatím poslední 7. řady proběhla v březnu 2016.
Mimo filmy a seriály vysílá Barrandov Plus i pořad Winx Club: Duhové recepty, ve kterém kuchaři Carolina Del Ray a Alessandro Ciciero s pomocí Winx ukazují, jak vařit rychle a zábavně.

## Role
Winx Club je parta kamarádek – víl, které studují na Alfeai  – škole pro víly. Musí čelit řadě nebezpečí, například zlým Trix, Darkarovi, Valtorovi, Čarodějníkům černého kruhu, Tritanusovi, Selině a Kalshaře, kteří je chtějí zničit. Každá z nich je jiná nejen svou povahou, ale také magickými schopnostmi a dovednostmi, a každá má své zvíře, jež ovládá zvláštní talent nezbytný pro rovnováhu „magické dimenze“. Winx Club tvoří Bloom – víla dračího ohně a nejmocnější víla v magické dimenzy (princezna Domina/Sparxu), Stella – víla zářícího slunce a měsíce (princezna Solarie), Flora – víla přírody, Musa – víla hudby, Tecna – víla technologie, Layla (od 5. série Aisha) – víla vody a vln (princezna Androsu), přičemž slovo „Winx“ je slovní hříčkou – zní podobně jako slovo „wings“, anglicky „křídla“. Přidává se k nim také Roxy – víla zvířat, ale pouze ve 4. a 7. řadě, a pomáhá jim také Bloomina sestra a korunní princezna Domina Daphne – nymfa Sirenixu. Příběhem a dobrodružstvím je také provází skupina tzv. Specialistů (bojovníci z Rudé fontány) a malé Pixies (létající vílí tvorové, jejichž schopností je spojit se s vílou a posílit tak její magii).[zdroj?]

## Děj
Bloom žila v Gardenii na planetě Zemi a ze začátku netušila, že je vílou a princeznou Domina/Sparxu. Její rodiče jsou ve skutečnosti král Oritel a královna Marion. Až v lese, kde Bloom zachránila Stellu pomocí kouzel, zjistila, že je víla a strážkyně mystické síly Dračího ohně. Její život se od té doby změní. Odejde na Alfeu, aby se stala vílou, a s kamarádkami zde založí Winx Club. Winx v průběhu sérií bojují s nepřáteli a překonávají různé překážky.

## Vysílání
| 1  | 26            | 28. ledna 2004 | 26. března 2004    | bude oznámeno | bude oznámeno |
| 2  | 26            | 19. dubna 2005 | 14. července 2005  | bude oznámeno | bude oznámeno |
| 3  | 26            | 29. ledna 2007 | 28. března 2007    | bude oznámeno | bude oznámeno |
| 4  | 26            | 15. dubna 2009 | 13. listopadu 2009 | bude oznámeno | bude oznámeno |
| 5  | 26            | 16. října 2012 | 24. dubna 2013     | bude oznámeno | bude oznámeno |
| 6  | 26            | 6. ledna 2014  | 4. srpna 2014      | bude oznámeno | bude oznámeno |
| 7  | 26            | 21. září 2015  | 3. října 2015      | bude oznámeno | bude oznámeno |
| 8  | 26            | 15. dubna 2019 | 19. září 2019      | bude oznámeno | bude oznámeno |
| 9  | 26            | 2025           | bude oznámeno      | bude oznámeno | bude oznámeno |
| 10 | bude oznámeno | bude oznámeno  | bude oznámeno      | bude oznámeno | bude oznámeno |

## Seznam dílů

### 1. řada
Proměna: Kouzelné Winx
Úvodní skladba: Under the Sign of Winx (Přidej se k nám/Už se netrap)
|    | Originál                 | Anglicky                   | Anglicky (4kids)           | Česky (Prima)              | Česky (Barrandov)          |
| -- | ------------------------ | -------------------------- | -------------------------- | -------------------------- | -------------------------- |
| 1  | Una Fata a Gardenia      | An Unexpected Event        | It Feels Like Magic        | Nenadálá událost           | Nečekaná událost           |
| 2  | Benvenuti a Magix!       | Welcome to Magix!          | More Than High School      | Víc než střední škola      | Víc než střední škola      |
| 3  | L'anello di Stella       | Alfea College for Fairies  | Save the First Dance       | Akademie Alfea pro víly    | Akademie Alfea pro víly    |
| 4  | La palude di Melmamora   | The Black-Mud Swamp        | The Voice of Nature        | Černý močál                | Černý močál                |
| 5  | Appuntamento al buio     | Date with Disaster         | Date with Disaster         | Schůzka s pohromou         | Schůzka s pohromou         |
| 6  | Missione a Torrenuvola   | Mission at Cloudtower      | Secret Guardian            | Výprava do Mračné věže     | Výprava do Mračné věže     |
| 7  | A che servono gli amici? | Friends in Need            | Grounded                   | V nouzi poznáš přítele     | V nouzi poznáš přítele     |
| 8  | La festa della rosa      | A Friendship Sundered      | The Day of the Rose        | Slavnost růží              | Slavnosti růží             |
| 9  | Il tradimento di Riven   | Betrayed!                  | Spelled                    | Zrada                      | Zrada                      |
| 10 | La fiamma del drago      | Bloom Tested               | Magical Reality Check      | Bloom a zkoušky            | Bloom a zkoušky            |
| 11 | Il regno delle ninfe     | The Monster and The Willow | Junior League              | Tajemství Černého močálu   | Tajemství Černého močálu   |
| 12 | Miss Magix               | Miss Magix                 | Miss Magix                 | Volba královny krásy       | Volba královny krásy       |
| 13 | La figlia del fuoco      | A Great Secret Revealed    | Meant to Be                | Odhalení velkého tajemství | Odhalení velkého tajemství |
| 14 | Il segreto di Bloom      | Bloom's Dark Secret        | Witch Trap                 | Zmatená Bloom              | Zmatená Bloom              |
| 15 | Voci dal passato         | Honor Above All            | Pushing the Envelope       | S poctivostí nejdál dojdeš | S poctivostí nejdál dojdeš |
| 16 | Il nemico nell'ombra     | Cold Spell                 | The Nightmare Monster      | Noční můra                 | Noční můra                 |
| 17 | Il segreto di Brandon    | Secrets Within Secrets     | Royal Heartbreak           | Všude samá tajemství       | Všude samá tajemství       |
| 18 | Addio Magix!             | The Font of Dragon Fire    | Senior Witches Go to Earth | Původ Dračího ohně         | Původ Dračího ohně         |
| 19 | Attacco ad Alfea         | The Fall of Magix          | The Army of Decay          | Pád Magixu                 | Pád Magixu                 |
| 20 | La scomparsa di Bloom    | Mission to Domino          | Sparks of Hope             | Výprava do Domina          | Výprava do Domina          |
| 21 | Trappola di ghiaccio     | The Crown of Dreams        | The Frozen Palace          | Koruna Snů                 | Koruna Snů                 |
| 22 | Il ritorno di Riven      | Storming Cloudtower        | Mission to Cloud Tower     | Nad Mračnou věží se blýská | Nad Mračnou věží se blýská |
| 23 | Fuga da Torrenuvola      | Power Play                 | The Search for the Flame   | Přesilovka                 | Přesilovka                 |
| 24 | Il mistero del lago      | The Witches' Siege         | Battle for Alfea           | Bitva o Alfeu              | Bitva o Alfeu              |
| 25 | Il sonno di Magix        | The Ultimate Challenge     | The Great Witch Invasion   | Největší výzva             | Největší výzva             |
| 26 | Battaglia finale         | The Witches' Downfall      | Fire and Ice               | Oheň a led                 | Oheň a led                 |

Nepřátelé: Trix
Závěrečná skladba: The Girls of the Winx Club (Holky z klubu víl)[zdroj?]

### 2. řada
Úvodní skladba: Under the Sign of Winx (Poznáš i náš svět Winx)
Proměna: Kouzelné Winx, Charmix
|    | Originál                        | Anglicky                    | Anglicky (4kids)          | Česky (Barrandov)           |
| -- | ------------------------------- | --------------------------- | ------------------------- | --------------------------- |
| 1  | La fenice d'ombra               | The Shadow Phoenix          | Back to School            | Tajemný Fénix               |
| 2  | ll ritorno delle Trix           | Up to their old Trix        | Princess of Tides         | Staré, známé Trix           |
| 3  | Missione di salvataggio         | Rescue Mission              | Into the Under Realm      | Záchranná mise              |
| 4  | La Principessa Amentia          | Princess Amentia            | Queen of Perfection       | Princezna Popleta           |
| 5  | Magico Bonding                  | Magic Bonding               | Rescuing the Pixies       | Magické pouto               |
| 6  | Il matrimonio di Brandon        | Runaway Groom               | My Boyfriend's Wedding    | Ženich na útěku             |
| 7  | La pietra misteriosa            | The Mysterious Stone        | The Dark Tower            | Tajemný kámen               |
| 8  | Il guastafeste                  | Party Crasher               | Party Monster             | Nezvaní hosté               |
| 9  | Il segreto del professor Avalon | Professor Avalon's Secret   | The Angel of Doom         | Tajemství profesora Avalona |
| 10 | La cripta del codice            | Crypt of the Codex          | Reaching for the Sky      | Skrytý kodex                |
| 11 | Corsa contro il tempo           | Race Against Time           | Homesick                  | Závod s časem               |
| 12 | Unite per la vittoria           | Winx Together!              | Truth or Dare             | Za jeden provaz             |
| 13 | La dama del ballo               | The Invisible Pixies        | Gangs of Gardenia         | Představení pokračuje       |
| 14 | Battaglia sul pianeta Eraklyon  | Battle on Planet Eraklyon   | The Wrong Righters        | Bitva na planetě Eraklyon   |
| 15 | Lo spettacolo continua          | The Show Must Go On!        | Magic in My Heart         | A představení pokračuje dál |
| 16 | Hallowinx!                      | The Fourth Witch            | The Fourth Witch          | HalloWinx                   |
| 17 | Gemellaggio con le Streghe      | Twinning with the Witches   | Exchange Students         | V jednom týmu s Čarodějkami |
| 18 | Nel Cuore di Torrenuvola        | In the Heart of Cloud Tower | The Heart of Cloud Tower  | V srdci Mračné věže         |
| 19 | La spia nell'ombra              | The Spy in the Shadows      | Shadows in Bloom          | Ukrytá špionka              |
| 20 | Il villaggio delle Pixies       | Pixie Village               | The First Charmix         | Pixíská vesnice             |
| 21 | Il potere del Charmix           | Charmix Power               | Trouble in Paradise       | Moc Charmixu                |
| 22 | Wildland: La grande trappola    | Danger in the Wildland      | Last Resorts              | Nebezpečí v Divokově        |
| 23 | Il momento della verità         | The Time for Truth          | Darkness and Light        | Čas pravdy                  |
| 24 | Prigioniera di Darkar           | Darkar's Prisoner           | Desperately Seeking Bloom | V zajetí Temného pána       |
| 25 | Faccia a faccia con il nemico   | Face to Face with the Enemy | Storming Shadowhaunt      | V tváří v tvář nepříteli    |
| 26 | Le ceneri della Fenice          | The Phoenix Revealed        | The Ultimate Power Couple | Vzkříšení Fénixe            |

Nepřátelé: Lord Darkar, Trix
Závěrečná skladba: The Girls of the Winx Club (Holky z klubu víl)

### 3. řada
Úvodní skladba: Under the Sign of Winx (Objevíš náš svět Winx/Pod hrdým znakem Winx)
Proměna: Kouzelné Winx, Enchantix
Podproměny: Vílí prach, Vodní hvězdy
|    | Originál                     | Anglicky                     | Anglicky (4kids)             | Anglicky (Nickelodeon)     | Česky (Barrandov)    | Česky (Nickelodeon)      |
| -- | ---------------------------- | ---------------------------- | ---------------------------- | -------------------------- | -------------------- | ------------------------ |
| 1  | Il ballo della principessa   | The Princess' Ball           | The Princess Ball            | The Perfect Dress          | Slavnostní ples      | Bál pro princeznu        |
| 2  | Il marchio di Valtor         | Valtor's Mark                | Beauty is a Beast            | Valtor's Plan              | Valtorův cejch       | Valtorovo znamení        |
| 3  | La principessa e la bestia   | The Fairy and the Beast      | Pretty Pretty Princess       | The Monster's Escape       | Víla a zvíře         | Víla a zvíře             |
| 4  | Lo specchio della verità     | The Mirror of Truth          | Mirror of Truth              | Stella's Truth             | Zrcadlo pravdy       | Zrcadlo pravdy           |
| 5  | Il Mare della Paura          | Sea of Fear                  | Mission to Tides             | Andros in Danger           | Moře strachu         | Moře strachu             |
| 6  | La scelta di Aisha           | Layla's Choice               | The Mermaid Queen            | Aisha's Courage            | Laylina proměna      | Lejlina volba            |
| 7  | La compagnia della luce      | The Company of the Light     | Royal Behavior               | Heroes of the Past         | Společenství světla  | Společenstvo světla      |
| 8  | Una sleale avversaria        | Disloyal Adversary           | Dark Sky                     | Diaspro's Deception        | Zrádné kouzlo        | Neloajální sokyně        |
| 9  | Il cuore e la spada          | The Heart and The Sword      | Operation Boyfriend Rescue   | Breaking the Mark          | Srdce a meč          | Srdce a meč              |
| 10 | Alfea sotto assedio          | Alfea Under Siege            | Attack of the Zombie Witches | Taking Over Cloudtower     | Útok                 | Obléhání Alfiji          |
| 11 | Trappola per fate            | A Trap for Fairies           | Missing in Action            | Facing the Enemy           | Past na víly         | Past na víly             |
| 12 | Le lacrime del salice nero   | The Black Willow's Tears     | Tears From the Black Willow  | A Journey to Lynphea       | Slzy Černé vrby      | Slzy Černé vrby          |
| 13 | Un ultimo battito d'ali      | One Last Fluttering of Wings | Point of No Return           | Tecna's Sacrifice          | Poslední let         | Poslední máchnutí křídly |
| 14 | Furia!                       | Fury!                        | Payback                      | Revenge!                   | Zuřivost             | Zloba!                   |
| 15 | L'isola dei draghi           | The Island of Dragons        | The Island of Dragons        | Dragon Quest               | Ostrov draků         | Dračí ostrov             |
| 16 | Dalle ceneri                 | From the Ashes               | The Power Within             | Building Hope              | Ledové vězení        | Z popela                 |
| 17 | Nella tana del serpente      | In the Snake's Lair          | The Omega Mission            | The Omega Mission          | V dračím doupěti     | V hadím doupěti          |
| 18 | Lo scrigno di Valtor         | Valtor's Box                 | Day at the Museum            | The Museum of Magic        | Valtorova schránka   | Valtorova truhla         |
| 19 | All'ultimo minuto            | At the Last Moment           | Biker Chick Wedding Crashers | Back to Solaria            | Za pět minut dvanáct | Na poslední chvíli       |
| 20 | La carica delle Pixies       | The Pixies' Charge           | Little Big Shots             | The Pixies Fight Back      | Pixies útočí         | Pixie útočí              |
| 21 | La torre rossa               | The Red Tower                | The Golden Kingdom           | Beyond the Magic Dimension | Tajemství Rudé věže  | Tajemství Rudé věže      |
| 22 | Il labirinto di cristallo    | The Crystal Labyrinth        | The Crystal Labyrinth        | Finding Your Way           | Křišťálové bludiště  | Křišťálový labyrint      |
| 23 | La sfida dei maghi           | The Wizards' Challenge       | The Wizard's Challenge       | The Water Stars            | Past                 | Souboj čarodějů          |
| 24 | La rivelazione delle streghe | Witches' Revelation          | The Witches' Crypt           | Seeking the Truth          | Odhalení             | Zjevení čarodějnic       |
| 25 | L'ira dello stregone         | Wizard's Anger               | The Spell of the Elements    | Valtor's Fury              | Poslední bitva       | Čarodějův hněv           |
| 26 | Un nuovo inizio              | A New Beginning              | Fire and Flame               | The Final Battle           | Zúčtování            | Nový počátek             |

Nepřátelé: Valtor, Trix
Závěrečná skladba: If You're a Winx (Už znáš svět Winx)

### 4. řada
Proměny: Enchantix, Believix
Podproměny: Sophix, Lovix, Zoomix, Speedix, Tracix (Winx na stopě)
Úvodní Skladba: Winx Are Back (Winx tu zpátky jsou)
|    | Originál                  | Anglicky                | Anglicky (Nickelodeon)          | Česky (Barrandov)     |
| -- | ------------------------- | ----------------------- | ------------------------------- | --------------------- |
| 1  | I cacciatori di fate      | The Fairy Hunters       | The Wizards of the Black Circle | Nový školní rok       |
| 2  | L'albero della vita       | The Tree of Life        | Fear in Pixie Village           | Strom života          |
| 3  | L'ultima fata della terra | The Last Fairy of Earth | Winx on Earth                   | Poslední víla na Zemi |
| 4  | Love & Pet                | Love & Pet              | Magic Pets                      | Obchod se zvířátky    |
| 5  | Il regalo di Mitzi        | Mitzi's Present         | Ogron's Spell                   | Dárek pro Mitzi       |
| 6  | Una fata in pericolo      | A Fairy in Danger       | A Fairy Found                   | Víla v nebezpečí      |
| 7  | Winx Believix             | Winx Believix           | I Believe in You                | Síla Believixu        |
| 8  | Il cerchio bianco         | The White Circle        | Hidden in the Country           | Tajuplný kruh         |
| 9  | Nebula                    | Nebula                  | Nebula's White Circle           | Nebula                |
| 10 | La canzone di Musa        | Musa's Song             | The Audition                    | Konflikt              |
| 11 | Winx Club per sempre      | Winx Club Forever       | Superheroes                     | Winx Club si věří     |
| 12 | Papà! Sono una fata!      | Dad! I'm a Fairy        | The Pets' Pursuit               | Velké odhalení        |
| 13 | L'attacco degli stregoni  | The Wizards' Attack     | Roxy's Energy                   | Útok kouzelníků       |
| 14 | 7: Il numero perfetto     | 7: The Perfect Number   | Bringing Magic Back             | Sedmá do party        |
| 15 | Lezioni di magia          | Magic Lessons           | The New Witch in Town           | Zlá kouzla            |
| 16 | Un mondo virtuale         | A Virtual World         | A Virtual Hideout               | Virtuální svět        |
| 17 | L'isola incantata         | The Enchanted Island    | Island Tricks                   | Kouzelný ostrov       |
| 18 | La furia della natura     | The Nature Rage         | Diana's Attack                  | Příroda se hněvá      |
| 19 | Nel regno di Diana        | In Diana's Kingdom      | In the Amazon Forest            | V Dianině království  |
| 20 | I doni del destino        | The Gifts of Destiny    | Diana's Redemption              | Dary osudu            |
| 21 | La caverna di Sibylla     | Sibylla's Cave          | The Fairy of Justice            | Hudební soutěž        |
| 22 | La Torre Gelata           | The Frozen Tower        | Aurora's Tower                  | Ledová věž            |
| 23 | La prova di Bloom         | Bloom's Trial           | Bloom's Challenge               | Souboj                |
| 24 | Il giorno della giustizia | The Day of Justice      | The Wizard's Trap               | Osudný den            |
| 25 | Il segreto di Morgana     | Morgana's Secret        | Home at Last                    | Morganino tajemství   |
| 26 | Ghiaccio e fuoco          | Ice and Fire            | Duel in the Omega Dimension     | Poslední boj          |

Nepřátelé: Kouzelníci Černého Kruhu
Závěrečná skladba: Superheroes (Superhrdinové)

### 5. řada
Proměny: Believix, Harmonix, Sirenix
Úvodní Skladba: We're the Winx (My jsme Winx)
|    | Originál                    | Anglicky                      | Česky (Nickelodeon)        |
| -- | --------------------------- | ----------------------------- | -------------------------- |
| 1  | Minaccia dall'oceano        | The Spill                     | Znečištění                 |
| 2  | L'ascesa di Tritannus       | The Rise of Tritannus         | Vzestup Tritanův           |
| 3  | Ritorno ad Alfea            | Return to Alfea               | Návrat na Alfeu            |
| 4  | Il libro Sirenix            | The Sirenix Book              | Kniha Sirenixu             |
| 5  | Il magico Lilo              | The Lilo                      | Lilo                       |
| 6  | Potere Harmonix             | The Power of Harmonix         | Moc Harmonixu              |
| 7  | Le conchiglie luccicanti    | The Shimmering Shells         | Třpytivé lastury           |
| 8  | La melodia del rubino       | Secret of the Ruby Reef       | Tajemství rubínového útesu |
| 9  | La gemma dell'empatia       | The Gem of Empathy            | Kámen empatie              |
| 10 | Natale ad Alfea             | A Magix Christmas             | Magické Vánoce             |
| 11 | Le Trix in agguato          | Trix Tricks                   | Triky Trix                 |
| 12 | Prova di coraggio           | Test of Courage               | Zkouška Odvahy             |
| 13 | Le fate Sirenix             | Sirenix                       | Sirenix                    |
| 14 | Il trono dell'imperatore    | The Emperor's Throne          | Císařský trůn              |
| 15 | Il pilastro della luce      | The Pillar of Light           | Pilíř světla               |
| 16 | L'eclisse                   | The Eclipse                   | Zatmění slunce             |
| 17 | L'occhio che ispira le fate | Faraway Reflections           | Vzdálené odlesky           |
| 18 | Il divoratore               | The Devourer                  | Velký žrout                |
| 19 | Le balene del canto         | The Singing Whales            | Zpívající velryby          |
| 20 | Problemi sentimentali       | The Problems of Love          | Trable s láskou            |
| 21 | Un appuntamento perfetto    | A Perfect Date                | Rande jedna báseň          |
| 22 | Ascolta il tuo cuore        | Listen to Your Heart          | Naslouchej svému srdci     |
| 23 | Sulle tracce di Politea     | The Shark's Eye               | Žraločí oko                |
| 24 | Il respiro dell'oceano      | Saving Paradise Bay           | Záchrana Rajské zátoky     |
| 25 | Scontro epico               | Battle for the Infinite Ocean | Bitva o Nekonečný oceán    |
| 26 | La fine dell'incubo         | The End of Tritannus          | Tritanův konec             |

Nepřátelé: Tritannus, Trix
Závěrečná Skladba: Underwater Mission

### 6. řada
Proměny: Sirenix, Bloomix, Mythix
Úvodní Skladba: Winx Rising Up Together (Společně letíme)
|    | Originál                   | Anglicky                   | Česky (Nickelodeon)     |
| -- | -------------------------- | -------------------------- | ----------------------- |
| 1  | L'ispirazione del Sirenix  | Inspiration of Sirenix     | Inspirace Sirenixu      |
| 2  | Legendarium                | The Legendarium            | Legendárium             |
| 3  | Il collegio volante        | The Flying School          | Škola v oblacích        |
| 4  | Il potere Bloomix          | Bloomix Power              | Bloomix                 |
| 5  | Golden Auditorium          | The Golden Auditorium      | Zlaté auditorium        |
| 6  | I mangiafuoco              | Vortex of Flames           | Vír plamenů             |
| 7  | La biblioteca perduta      | The Lost Library           | Ztracená knihovna       |
| 8  | L'attacco della sfinge     | Attack of the Sphinx       | Útok Sfingy             |
| 9  | Il tempio del drago verde  | Shrine of the Green Dragon | Svatyně Zeleného draka  |
| 10 | La serra di Alfea          | The Secret Greenhouse      | Tajný skleník           |
| 11 | Sogni infranti             | Broken Dreams              | Zmařené sny             |
| 12 | I figli della notte        | Shimmer in the Shadows     | Třpyt ve stínech        |
| 13 | La fata madrina            | The Fairy Godmother        | Kmotra víl              |
| 14 | Mythix                     | Mythix                     | Mýtix                   |
| 15 | Il mistero di Calavera     | Mystery of Calavera        | Záhada Calavery         |
| 16 | L'invasione degli zombie   | Zombie Invasion            | Vpád nemrtvých          |
| 17 | La maledizione di Fearwood | The Curse of Fearwood      | Prokletí Fearwoodu      |
| 18 | Il totem magico            | The Magic Totem            | Kouzelný totem          |
| 19 | Regina per un giorno       | Queen for a Day            | Královnou pro jeden den |
| 20 | Il banchetto di Solaria    | Stella's Big Party         | Stellina velká oslava   |
| 21 | Un amore mostruoso         | A Monster Crush            | Zamilovaný netvor       |
| 22 | Music Café                 | The Music Cafe             | Hudební kavárna         |
| 23 | L'inno di Alfea            | The Anthem                 | Hymna                   |
| 24 | Scontro fra campioni       | Legendary Duel             | Legendární souboj       |
| 25 | Acheron                    | Acheron                    | Ašeron                  |
| 26 | Winx per sempre            | Winx Forever               | Winx navždy             |

Nepřátelé: Selina, Acheron, Trix
Závěrečná Skladba: Living the Magic

### 7. řada
Proměny: Bloomix, Butterflix, Tynix
Úvodní Skladba: We're Magic All the Way (S kouzly a čáry)
|    | Originál                       | Anglicky                        | Česky (Nickelodeon)      | Česky (Barrandov)             |
| -- | ------------------------------ | ------------------------------- | ------------------------ | ----------------------------- |
| 1  | Il parco naturale di Alfea     | The Alfea Natural Park          | Alfejský přírodní park   | Přírodní park Alfea           |
| 2  | Giovani fate crescono          | Young Fairies Grow Up           | I mladé víly dospějí     | Staré časy                    |
| 3  | Butterflix                     | Butterflix                      | Butterflix               | Butterflix                    |
| 4  | Il primo colore dell'universo  | The First Color of the Universe | První barva vesmíru      | První barva světa             |
| 5  | Un amico dal passato           | A Friend from the Past          | Přítel z minulosti       | Nový kamarád z minulosti      |
| 6  | Avventura su Lynphea           | Adventure on Lynphea            | Dobrodružství na Lynphei | Dobrodružství na Lynphee      |
| 7  | Attenti al magilupo            | Beware of the Wolf              | Pozor, zlý vlk!          | My se vlka nebojíme           |
| 8  | Ritorno al medioevo            | Back in the Middle Ages         | Zpátky ve středověku     | Zpátky do středověku          |
| 9  | Il gatto magico                | The Fairy Cat                   | Vílí kočka               | Pohádková kočka               |
| 10 | Winx in trappola!              | Winx Trapped!                   | Winx v pasti             | Winx v pasti                  |
| 11 | Missione nella giungla         | Mission in the Jungle           | Na akci v džungli        | Mise v džungli                |
| 12 | Un animale fatato per Tecna    | A Fairy Animal for Tecna        | Vílí tvor pro Tecnu      | Pohádkové zvíře pro Tecnu     |
| 13 | Il segreto dell'unicorno       | The Unicorn's Secret            | Tajemství jednorožce     | Tajemství jednorožce          |
| 14 | Potere Tynix                   | Tynix Transformation            | Transformace Tynix       | Záchrana Drakuanů             |
| 15 | Le pietre magiche              | The Magic Stones                | Magické drahokamy        | Kouzelné kameny               |
| 16 | Ritorno a Baia Paradiso        | Back to Paradise Bay            | Návrat do Rajské zátoky  | Zpátky do Rajského zálivu     |
| 17 | Viaggio in una goccia          | Lost in a Droplet               | Ztraceni v kapce         | Záchrana minisvěta            |
| 18 | Il rapimento di Stella         | Banana Day                      | Banánový den             | Banánový den                  |
| 19 | L'arcobaleno di Magix          | The Magix Rainbow               | Duha Magixu              | Duha Magixu                   |
| 20 | Baby Winx                      | Baby Winx                       | Malé Winx                | Zpátky do dětství             |
| 21 | Pazzo, pazza mondo             | It's a Crazy, Crazy World       | Opravdu šílený svět      | Je to bláznivý, bláznivý svět |
| 22 | Il regno dei diamanti          | The Kingdom of Diamonds         | Království diamantů      | Království diamantů           |
| 23 | Il cuore di Alfea              | The Secret of Alfea             | Tajemství Alfei          | Alfea v nebezpečí             |
| 24 | La farfalla dorata             | The Golden Butterfly            | Zlatý motýl              | Zlatý motýl                   |
| 25 | Un patto inatteso              | New Magic Harmony               | Nová magická harmonie    | Nová kouzelná harmonie        |
| 26 | Il potere degli animali fatati | The Power of the Fairy Animals  | Moc vílích tvorů         | Moc pohádkových zvířátek      |

Nepřátelé: Brafílius, Kalshara, Trix
Závěrečná Skladba: The Magic World of Winx

### 8. řada
Proměny: Butterflix, Kosmix, Sirenix, Enchantix, Krystalový sirenix
Úvodní Skladba: We Are The Magical Winx
|    | Originál                      | Anglicky                      | Český překlad               |
| -- | ----------------------------- | ----------------------------- | --------------------------- |
| 1  | La notte delle stelle         | Night of the Stars            | Noc hvězd                   |
| 2  | Il regno delle Lumen          | A Kingdom Of Lumens           | Království Lumenů           |
| 3  | Attacco al nucleo             | Attack On The Core            | Útok na jádro               |
| 4  | PopStar!                      | PopStar!                      | PopStar!                    |
| 5  | Il segreto di Orion           | Orion's Secret                | Orionovo tajemství          |
| 6  | La stella faro                | Doom Of The Lighthouse Star   | Zkáza majákové hvězdy       |
| 7  | Trappola su Prometia          | Trapped On Prometia           | Uvězněni na Prométii        |
| 8  | Negli abissi di Andros        | Into The Depths On Andros     | Do hlubin Androsu           |
| 9  | La Luce Di Gorgol             | The Light Of Gorgol           | Gorgolovo světlo            |
| 10 | Il Potere Dell'Idra           | Hydra Awakens                 | Hydra se probouzí           |
| 11 | Il Tesoro Magico Di Syderia   | Treasures Of Syderia          | Poklady Syderie             |
| 12 | Festa a sorpresa              | Surprise Party On Earth       | Překvapivá party na Zemi    |
| 13 | L'ombra di Valtor             | Valtor's Shadow               | Valtorúv stín               |
| 14 | La stella dei desideri        | The Wishing Star              | Hvězda přání                |
| 15 | Una nuova missione            | Mission For The Prime Stars   | Mise pro hlavní hvězdy      |
| 16 | La festa su Domino            | The Sparx Festival            | Festival Sparxu             |
| 17 | Il vestito della regina       | Dress Fit For a Queen         | Šaty vhodné pro královnu    |
| 18 | La valle degli unicorni alati | Valley Of The Flying Unicorns | Údolí létajících jednorožců |
| 19 | La torre oltre le nuvole      | Tower Beyond the Clouds       | Věž za mraky                |
| 20 | Il cuore verde di Linphea     | The Green Heart of Lynphea    | Zelené srdce Linphey        |
| 21 | La gara di ballo su Melody    | Dance Contest on Melody       | Taneční soutěž na Melodii   |
| 22 | Il segreto dell'armonia       | The Secret of Harmony         | Tajemství harmonie          |
| 23 | Fra terra e mare              | Between the Earth and the Sea | Mezi Zemí a mořem           |
| 24 | Tra i ghiacci di Dyamond      | Diamond on Ice                | Diamant v ledu              |
| 25 | La volpe bianca               | The White Fox                 | Bílá liška                  |
| 26 | Scritto nelle stelle          | Written in the Stars          | Napsáno ve hvězdách         |

Nepřátelé: Valtor, Obskůrum, Trix
Závěrečná Skladba: Beyond the Star Together

## Dabing
| Jméno postavy   | 1. série (Prima)              | 1. - 4. série (Barrandov)                             | 3. série (Nickelodeon)                           | Speciály (Nickelodeon)   | Speciály (Barrandov)            | 5. série                 | 6. série          | 7. série (Nickelodeon) | 7. série (Barrandov)      |
| --------------- | ----------------------------- | ----------------------------------------------------- | ------------------------------------------------ | ------------------------ | ------------------------------- | ------------------------ | ----------------- | ---------------------- | ------------------------- |
| Bloom           | Klára Jandová                 | Terezie Taberyová                                     | Kateřina Petrová                                 | Kateřina Petrová         | Terezie Taberyová               | Kateřina Petrová         | Rozita Erbanová   | Rozita Erbanová        | Terezie Taberyová         |
| Flora           | Terezie Taberyová             | Eliška Burkert Nezvalová                              | René Slováčková                                  | René Slováčková          | Eliška Burkert Nezvalová        | René Slováčková          | René Slováčková   | René Slováčková        | Eliška Burkert Nezvalová  |
| Stella          | Jana Mařasová                 | Jolana Smyčková                                       | Jitka Moučková                                   | Jitka Moučková           | Jolana Smyčková                 | Jitka Moučková           | Klára Sochorová   | Klára Sochorová        | Jolana Smyčková           |
| Musa            | Jolana Smyčková               | Ivana Korolová                                        | Ivana Korolová                                   | Ivana Korolová           | Ivana Korolová / Klára Šumanová | Ivana Korolová           | Ivana Korolová    | Ivana Korolová         | Ivana Korolová            |
| Tecna           | Lucie Vondráčková             | Pavlína Kostková Dytrtová                             | Terezie Taberyová                                | Terezie Taberyová        | Viktorie Taberyová              | Terezie Taberyová        | Terezie Taberyová | Terezie Taberyová      | Pavlína Kostková Dytrtová |
| Layla/Aisha     | -                             | Martina Kechnerová                                    | Eliška Burkert Nezvalová                         | Eliška Burkert Nezvalová | Kristýna Skružná                | Eliška Burkert Nezvalová | Kateřina Peřinová | Kateřina Peřinová      | Kateřina Peřinová         |
| Sky             | Pavel Vondrák                 | Michal Holán Radek Škvor                              | Petr Burian                                      | Petr Burian              | ?                               | Petr Burain              | Petr Burain       | Petr Burain            | Vojtěch Hájek             |
| Riven           |                               | Radek Hoppe                                           | Vojtěch Hájek                                    | Vojtěch Hájek            | Radek Hoppe                     | Vojtěch Hajek            | Vojtěch Hajek     | -                      | -                         |
| Brandon         | Petr Vágner                   | Jan Škvor                                             | Filip Švarc                                      | Filip Švarc              | Jan Škvor                       | Filip Švarc              | Filip Švarc       | Filip Švarc            | Jan Škvor                 |
| Timmy           | Radek Škvor                   | Petr Neskusil                                         | Radek Hoppe                                      | ?                        | Pavel Vondrák                   | Radek Hoppe              | Radek Hoppe       | Radek Hoppe            |                           |
| Hélia           | -                             | Robin Pařík                                           | Radek Hoppe                                      | ?                        | ?                               | Marek Libert             | Marek Libert      |                        |                           |
| Nabu            | -                             | Michal Holán                                          | Michal Holán                                     | -                        | -                               | -                        | -                 | -                      | -                         |
| Nex             | -                             | -                                                     | -                                                | -                        | -                               | -                        | Marek Libert      | Marek Libert           | Radek Hoppe               |
| Roy             | -                             | -                                                     | -                                                | -                        | -                               | ?                        | ?                 | -                      | -                         |
| Thoren          | -                             | -                                                     | -                                                | -                        | -                               | -                        | ?                 | -                      | -                         |
| Roxy            | -                             | Anna Suchánková                                       | -                                                | -                        | -                               | ?                        | ?                 | Petra Tišnovská        | Rozita Erbanová           |
| Daphne          | Jolana Smyčková               | Apolena Veldová                                       | Irena Hrubá                                      | Irena Hrubá              | Jana Páleníčková                | Irena Hrubá              | Irena Hrubá       |                        |                           |
| Icy             | René Slováčková               | Hana Ševčíková René Slováčková                        | Petra Tišnovská                                  | Petra Tišnovská          | Lucie Svobodová                 | Petra Tišnovská          | Petra Tišnovská   | Petra Tišnovská        | Petra Tišnovská           |
| Darcy           | Radka Stupková                | René Slováčková / Hana Ševčíková                      | René Slováčková / Kateřina Peřinová              | René Slováčková          | René Slováčková                 | René Slováčková          | René Slováčková   | René Slováčková        | René Slováčková           |
| Stormy          | Zuzana Slavíková              | Klára Vodenková                                       | Kateřina Lojdová                                 | Kateřina Lojdová         | Klára Vodenková                 | Kateřina Lojdová         | Jana Páleníčková  | Jana Páleníčková       | Martina Kechnerová        |
| Lord Darkar     | -                             | Libor Terš                                            | -                                                | -                        | Libor Terš                      | -                        | -                 | -                      | -                         |
| Valtor          | -                             | Marek Holý / Tomáš Juřička                            | Vojtěch Hájek                                    | -                        | -                               | -                        | -                 | -                      | -                         |
| Ogron           | -                             | Zbyšek Pantůček                                       | -                                                | -                        | -                               | -                        | -                 | -                      | -                         |
| Anagan          | -                             | Radek Hoppe                                           | -                                                | -                        | -                               | -                        | -                 | -                      | -                         |
| Gantlos         | -                             | Filip Švarc                                           | -                                                | -                        | -                               | -                        | -                 | -                      | -                         |
| Duman           | -                             | Petr Gelnar                                           | -                                                | -                        | -                               | -                        | -                 | -                      | -                         |
| Tritanus        | -                             | -                                                     | -                                                | -                        | -                               | Marek Libert             | -                 | -                      | -                         |
| Selina          | -                             | -                                                     | -                                                | -                        | -                               | -                        | Ivana Korolová    | -                      | -                         |
| Kalshara        | -                             | -                                                     | -                                                | -                        | -                               | -                        | -                 | René Slováčková        | Regina Řandová            |
| Brafilius       | -                             | -                                                     | -                                                | -                        | -                               | -                        | -                 | Libor Terš             | Bohdan Tůma / Libor Terš  |
| Faragonda       | René Slováčková               | Daniela Bartáková                                     | Radka Malá                                       | Radka Malá               | ?                               | Radka Malá               | Radka Malá        | Radka Malá             | René Slováčková           |
| Griselda        | Radka Stupková                | Petra Tišnovská                                       | Irena Hrubá                                      | Irena Hrubá              | ?                               | Irena Hrubá              | Irena Hrubá       | Irena Hrubá            | Martina Kechnerová        |
| Paladium        | Pavel Vondrák                 | Jiří Valšuba                                          | ?                                                | ?                        | Michal Holán                    | ?                        | ?                 | ?                      | ?                         |
| Wizgiz          | Pavel Vondrák                 | Petr Neskusil                                         | Petr Burian                                      | ?                        | ?                               | ?                        | ?                 | ?                      | Petr Neskusil             |
| Avalon          | -                             | Libor Terš                                            | -                                                | -                        | -                               | -                        | -                 | -                      | -                         |
| Griffin         | Zuzana Slavíková              | Petra Tišnovská                                       | Irena Hrubá / Kateřina Lojdová / René Slováčková |                          |                                 |                          |                   |                        |                           |
| Ediltrude       | Lucie Vondráčková             | Apolena Veldová                                       |                                                  |                          |                                 |                          |                   |                        |                           |
| Zarathustra     | Jana Mařasová                 | Martina Kechnerová                                    |                                                  |                          |                                 |                          |                   |                        |                           |
| Saladin         | Tomáš Juřička                 |                                                       |                                                  |                          |                                 |                          |                   |                        |                           |
| Kodatorta       |                               | Libor Terš                                            |                                                  |                          |                                 |                          |                   |                        |                           |
| Barbatea        | Zuzana Slavíková              | Apolena Veldová                                       |                                                  |                          |                                 |                          |                   |                        |                           |
| Lockette/Fialka | -                             | Eliška Burkert Nezvalová                              |                                                  |                          |                                 |                          |                   |                        |                           |
| Amore           | -                             | Terezie Taberyová                                     | Eliška Burkert Nezvalová                         |                          |                                 |                          |                   |                        | René Slováčková           |
| Digit           | -                             | Pavlína Kostková Dytrtová                             | Radka Malá                                       |                          |                                 | -                        | -                 | -                      | -                         |
| Chatta/Brepta   | -                             | Jolana Smyčková                                       |                                                  |                          |                                 |                          |                   |                        |                           |
| Tune            | -                             | Ivana Korolová                                        | Kateřina Lojdová                                 |                          |                                 | -                        | -                 | -                      | -                         |
| Cherry          | -                             | -                                                     | -                                                | -                        | -                               | -                        |                   |                        | Rozita Erbanová           |
| Morgana         | -                             | Apolena Veldová                                       | -                                                | -                        | -                               | -                        | -                 | -                      | -                         |
| Nebula          | -                             | René Slováčková                                       | -                                                | -                        | -                               | -                        | -                 | -                      | -                         |
| Mitzi           | Jolana Smyčková Jana Mařasová | Andrea Elsnerová                                      |                                                  |                          |                                 |                          |                   |                        |                           |
| Diaspro         | René Slováčková               | Martina Kechnerová / Helena Němcová / René Slováčková | Irena Hrubá                                      |                          |                                 | Irena Hrubá              | Jana Páleníčková  | -                      | -                         |
| Mike            | Tomáš Juřička                 | Jiří Valšuba                                          | Libor Terš                                       | Libor Terš               | Libor Terš                      | Libor Terš               | Libor Terš        | -                      | -                         |
| Vanessa         | Zuzana Slavíková              | Apolena Veldová                                       | Kateřina Lojdová                                 | Irena Hrubá              |                                 | Irena Hrubá              | Irena Hrubá       | -                      | -                         |
| Radius          | -                             | Libor Terš                                            | Libor Terš                                       | Libor Terš               | Libor Terš                      | Libor Terš               | Libor Terš        | Libor Terš             | Libor Terš                |
| Luna            | -                             | -                                                     | -                                                | -                        | -                               | ?                        | ?                 | ?                      | ?                         |
| Theodor         | -                             | Libor Terš                                            | ?                                                | -                        | -                               | Petr Burian              | -                 | -                      | -                         |
| Naobi           | -                             | ?                                                     | ?                                                | -                        | -                               | Irena Hrubá              | -                 | -                      | -                         |
| Tresa           | -                             | Kristýna Skružná                                      |                                                  | -                        | -                               | Ivana Korolová           | -                 | -                      | -                         |
| Lygea           | -                             | René Slováčková                                       |                                                  | -                        | -                               | Irena Hrubá              | -                 | -                      | -                         |
| Chimera         | -                             | Andrea Elsnerová                                      | ?                                                | -                        | -                               | -                        | -                 | -                      | -                         |
| Kasandra        | -                             | Apolena Veldová                                       | Irena Hrubá Kateřina Lojdová                     | -                        | -                               | -                        | -                 | -                      | -                         |
| Knut/Nat        | Pavel Šrom                    | Libor Terš                                            | Libor Terš                                       | Pavel Šrom               |                                 | -                        | -                 | -                      | -                         |
| Miele           | -                             | Kristýna Skružná                                      | ?                                                | -                        | -                               | -                        | ?                 | ?                      | ?                         |
| Vypravěčka      | Jolana Smyčková               | Apolena Veldová                                       | Irena Hrubá                                      | Irena Hrubá              | ?                               | Irena Hrubá              | Irena Hrubá       | Irena Hrubá            | Regina Řandová            |

## Písně

### Série 1
| Hlavní písně  | Originál                                    | Anglicky                                      | Česky (Prima)                                     | Česky (Barrandov)                                                 |
| ------------- | ------------------------------------------- | --------------------------------------------- | ------------------------------------------------- | ----------------------------------------------------------------- |
| 1             | Lucia Miccinilli – Nel Segno Di Winx        | Lucia Miccinilli – Under The Sign of The Winx | Jana Mařasová – Přidej se k nám                   | Jolana Smyčková – Už se netrap                                    |
| 2             | Lucia Miccinilli – Magic Winx               | Lucia Miccinilli – Magic Winx                 | Lucia Miccinilli – Magic Winx                     | Terezie Taberyová, Eliška Burkert Nezvalová – Kouzelné Winx       |
| 3             | Lucia Miccinilli – Winx Combat              | Lucia Miccinilli – Combat Power               | Combat Power (Instrumentální verze)               | Terezie Taberyová – Je-li Kouzelné                                |
| 4             | Lucia Miccinilli – Oggi No                  | Lucia Miccinilli – Not Today                  | Not Today (Instrumentální verze)                  | Not Today (Instrumentální verze)                                  |
| 5             | Lucia Miccinilli – Onda Magica              | Lucia Miccinilli – Lightning Magic            | Lucia Miccinilli – Lightning Magic                | Terezie Taberyová – Všude tě hledám                               |
| 6             | Lucia Miccinilli – Magica Bloom             | Lucia Miccinilli – Magical Bloom              | Lucia Miccinilli – Magical Bloom                  | Terezie Taberyová – V srdci mém jste napořád                      |
| 7             | Lucia Miccinilli – Sensazione               | Lucia Miccinilli – My Magic                   | Lucia Miccinilli – My Magic                       | My Magic (Instrumentální verze)                                   |
| 8             | Lucia Miccinilli – Mi Manchi                | Jadi – Got to Go                              | Got to Go (Instrumentální verze)                  | Got to Go (Instrumentální verze)                                  |
| 9             | Lucia Miccinilli – Sciogliero               | Yasemin Sannino – Sun Will Rise               | Sun Will Rise (Instrumentální verze)              | Terezie Taberyová – Sílu má                                       |
| 10            | Lucia Miccinilli – Le Ragazze Del Winx Club | Lucia Miccinilli – The Girls of The Winx Club | The Girls of The Winx Club (Instrumentální verze) | Jolana Smyčková – Holky z klubu víl                               |
| Ostatní písně | Originál                                    | Anglicky                                      | Česky (Prima)                                     | Česky (Barrandov)                                                 |
| 11            | Lucia Miccinilli - Siamo Noi Le Winx        | Lucia Miccinilli - We Girls Are The Winx      | We Girls Are The Winx (Instrumentální verze)      | Terezie Taberyová, Eliška Burkert Nezvalová - Nás pět obletí svět |
| 12            | Canzone Della Pulizia                       | The Cleaning Song                             | Namočit, vyždímat, setřít                         | Namočit, vyždímat, setřít                                         |
| 13            | Lucia Miccinilli – Canzone Della Fine       | Lucia Miccinilli – End of The Year Song       | End of The Year Song (Instrumentální verze)       | Terezie Taberyová – End of The Year Song                          |

### Série 2
| Hlavní písně  | Originál                                    | Anglicky                                     | Česky (Barrandov)                                              |
| ------------- | ------------------------------------------- | -------------------------------------------- | -------------------------------------------------------------- |
| 1             | Lucia Miccinilli – Nel Segno Di Winx        | Yasemin Sannino – Under The Sign of The Winx | Ivana Korolová – Poznáš i náš svět Winx                        |
| 2             | Lucia Miccinilli – Di Nuovo Qui             | Yasemin Sannino – We're Back Again           | We're Back Again (Instrumentální verze)                        |
| 3             | Lucia Miccinilli – Siamo Noi Le Winx        | Yasemin Sannino – Magic Winx                 | Terezie Taberyová, Eliška Burkert Nezvalová – Kouzelné Winx    |
| 4             | Lucia Miccinilli – Io Vivo Per Te           | Yasemin Sannino – I'm Crazy For You          | I'm Crazy For You (Instrumentální verze)                       |
| 5             | Yasemin Sannino – Together Forever          | Yasemin Sannino – Together Forever           | Together Forever (Instrumentální verze)                        |
| 6             | Lucia Miccinilli – Tu Sei                   | Yasemin Sannino – You Are                    | You Are (Instrumentální verze)                                 |
| 7             | Lucia Miccinilli – Un Bacio Vola a Te       | Yasemin Sannino – Song For You               | Ivana Korolová, Jolana Smyčková – Tahle píseň umí zahnat tíseň |
| 8             | Lucia Miccinilli – Un Cielo Senza Stelle    | Yasemin Sannino – Sky Without Stars          | Ivana Korolová – Máma v nebesích                               |
| 9             | Lucia Miccinilli – Un Fiore a Te            | Yasemin Sannino – Our Love Will Bloom        | Our Love Will Bloom (Instrumentální verze)                     |
| 10            | Lucia Miccinilli – Le Ragazze Del Winx Club | Yasemin Sannino – The Girls of The Winx Club | Jolana Smyčková – Holky z klubu víl                            |
| Ostatní písně | Originál                                    | Anglicky                                     | Česky (Barrandov)                                              |
| 11            | Lucia Miccinilli – Winx Combat              | Lucia Miccinilli – Combat Power              | Combat Power (Instrumentální verze)                            |

### Série 3
| Hlavní písně  | Originál                             | Anglicky                                     | Česky (Barrandov)                                           | Česky (Nickelodeon)                      |
| ------------- | ------------------------------------ | -------------------------------------------- | ----------------------------------------------------------- | ---------------------------------------- |
| 1             | Lucia Miccinilli – Nel Segno Di Winx | Yasemin Sannino – Under The Sign of The Winx | 5Angels – Objevíš náš svět Winx                             | Jana Zenáhlíková – Pod hrdým znakem Winx |
| 2             | Lucia Miccinilli – Siamo Noi Le Winx | Yasemin Sannino – Magic Winx                 | Terezie Taberyová, Eliška Burkert Nezvalová – Kouzelné Winx | Yasemin Sannino – Magic Winx             |
| 3             | Lucia Miccinilli – Principessa Sarò  | Yasemin Sannino – Like a Princess            | Terezie Taberyová – Chceš-li princeznou být                 | Yasemin Sannino – Like a Princess        |
| 4             | Lucia Miccinilli – Enchantix         | Yasemin Sannino – Enchantix                  | Terezie Taberyová (Ivana Korolová) – Enchantix              | Yasemin Sannino – Enchantix              |
| 5             | Lucia Miccinilli – Non Chiedo Di Più | Yasemin Sannino – I Won't Ask For More       | Terezie Taberyová – Snad tolik toho nežádám                 | Yasemin Sannino – I Won't Ask For More   |
| 6             | Lucia Miccinilli – Devi Crederci     | Yasemin Sannino – Never Be Alone             | Pavlína Kostková Dytrtová – Nemáš být sám                   | Yasemin Sannino – Never Be Alone         |
| 7             | Lucia Miccinilli – Nel Sogno Winx    | Yasemin Sannino – If You're a Winx           | 5Angels – Už znáš svět Winx                                 | If You're a Winx (Instrumentální verze)  |
| Ostatní písně | Originál                             | Anglicky                                     | Česky (Barrandov)                                           | Česky (Nickelodeon)                      |
| 11            | Lucia Miccinilli – Io Vivo Per Te    | Yasemin Sannino – I'm Crazy For You          | I'm Crazy For You (Instrumentální verze)                    | I'm Crazy For You (Instrumentální verze) |
| 12            | Lucia Miccinilli – Di Nuovo Qui      | Yasemin Sannino – We're Back Again           | We're Back Again (Instrumentální verze)                     | Yasemin Sannino – We're Back Again       |

### Série 4
| Hlavní písně  | Originál                                            | Anglicky                                                    | Česky (Barrandov)                                                          | Česky (CD – Ta pravá magie)                                            |
| ------------- | --------------------------------------------------- | ----------------------------------------------------------- | -------------------------------------------------------------------------- | ---------------------------------------------------------------------- |
| 1             | Michela Ollari – La Magia Di Winx Club              | Elisa Rosselli (Alessia Orlando) – Winx Are Back            | Elisa Rosselli – Winx Are Back                                             | Jan Bendig, Veronika Mertová, Samuel Gyertyák – Winx Tu Zpátky Jsou    |
| 2             | Elisa Rosselli – Believix                           | Elisa Rosselli – Believix, You're Magical                   | Ivana Korolová – Believix, Sílou Mocnou                                    | Jan Bendig, Veronika Mertová, Samuel Gyertyák – Believix, Jsi Kouzelná |
| 3             | Lucia Vaona – Love And Pet                          | Elisa Rosselli (Alessia Orlando) – Love And Pet             | Love And Pet (Instrumentální verze)                                        | Samuel Gyertyák, Veronika Mertová – Můj mazlíček                       |
| 4             | Michela Ollari – Winx La Sfida Non Finisce Mai      | Elisa Rosselli (Alessia Orlando) – Open Up Your Heart       | Open Up Your Heart (Instrumentální verze)                                  | Veronika Mertová – Otevři Svý Já                                       |
| 5             | Michela Ollari – Adesso Che Ci Sei Tu               | Elisa Rosselli (Alessia Orlando) – Now That It's Me And You | Elisa Rosselli – Now That It's Me And You                                  | –                                                                      |
| 6             | Federico Maria Saccani – Ancora Insieme Noi         | Federico Maria Saccani – We'll Be Together                  | Eduard Jenický, Jolana Smyčková, Andrea Elsnerová – Život má se hlavně žít | Jan Bendig – My Spolu Budem                                            |
| 7             | Michela Ollari – Insieme Più Che Mai                | Elisa Rosselli (Alessia Orlando) – Two Hearts Forever       | Elisa Rosselli – Two Hearts Forever                                        | –                                                                      |
| 8             | Federico Maria Saccani – Canzone Che Parla Di Te    | Federico Maria Saccani – You Are My Everything              | Federico Maria Saccani – You Are My Everything                             | –                                                                      |
| 9             | Federico Maria Saccani – Zero Risposte Mille Perché | Federico Maria Saccani – You Are The One That I Want        | Federico Maria Saccani – You Are The One That I Want                       | Jan Bendig – Jsi ta, kterou chci                                       |
| 10            | Michela Ollari – Una Nuova Magia                    | Elisa Rosselli (Alessia Orlando) – The Magic Light of WInx  | Ivana Korolová – Ty jsi kouzlem                                            | Veronika Mertová – Kouzelné světlo Winx                                |
| 11            | Michela Ollari – Winx Se Ci Credi Puoi              | Alessia Orlando – Let The Power Shine                       | Let The Power Shine (Instrumentální verze)                                 | –                                                                      |
| 12            | Elisa Rosselli – Magia Di Winx                      | Elisa Rosselli – Superheroes                                | Elisa Rosselli – Superheroes                                               | Veronika Mertová – Superhrdinové                                       |
| Ostatní písně | Originál                                            | Anglicky                                                    | Česky (Barrandov)                                                          | Česky (CD – Ta pravá magie)                                            |
| 13            | Elisa Rosselli – La Mia Canzone                     | Elisa Rosselli – Heart of Stone                             | Elisa Rosselli – Heart of Stone                                            | Veronika Mertová – Srdce z kamene                                      |
| 14            | Elisa Rosselli – Mambochiwambo                      | Elisa Rosselli – Mambochiwambo                              | Elisa Rosselli – Mambochiwambo                                             | Samuel Gyertyák, Veronika Mertová – Mambochiwambo                      |
| 15            | Elisa Rosselli – Potere Enchantix                   | Elisa Rosselli – Enchantix                                  | Elisa Rosselli – Enchantix                                                 | –                                                                      |
| 16            | Elisa Rosselli – Prova A Prenderci                  | Elisa Rosselli – Catch Us If You Can                        | Elisa Rosselli – Catch Us If You Can                                       | –                                                                      |
| 17            | Elisa Rosselli – Vita Da Star                       | Elisa Rosselli – Spotlight                                  | Elisa Rosselli – Spotlight                                                 | –                                                                      |
| 18            | Elisa Rosselli – Unica                              | Elisa Rosselli – You're The One                             | Elisa Rosselli – You're The One                                            | –                                                                      |
| 19            | Elisa Rosselli – Un Regno E Una Bambina             | Elisa Rosselli – A Kingdom A Child                          | Ivana Korolová, Terezie Taberyová – Království a dítě                      | –                                                                      |
| 20            | Elisa Rosselli – Ti Parlo Di Me                     | Elisa Rosselli – Live My Life                               | Elisa Rosselli – Live My Life                                              | –                                                                      |
| 21            | Elisa Rosselli – La Tua Musica È La Mia             | Elisa Rosselli – This Big World                             | Elisa Rosselli – This Big World                                            | –                                                                      |
| 22            | Elisa Rosselli – Irraggiungibile                    | Elisa Rosselli – Endlessly                                  | Elisa Rosselli – Endlessly                                                 | –                                                                      |

Winx Club In Concert (Winx Club na koncertě)
| Písně | Originál                                | Anglicky                                 | Česky (CD – Ta pravá magie)                       |
| ----- | --------------------------------------- | ---------------------------------------- | ------------------------------------------------- |
| 1     | Elisa Rosselli – Mambochiwambo          | Elisa Rosselli – Mambochiwambo           | Samuel Gyertyák, Veronika Mertová – Mambochiwambo |
| 2     | Elisa Rosselli – Unica                  | Elisa Rosselli – You're The One          | –                                                 |
| 3     | Elisa Rosselli – Segui Il Tuo Cuore     | Elisa Rosselli – Fly                     | –                                                 |
| 4     | Elisa Rosselli – Irraggiungibile        | Elisa Rosselli – Endlessly               | –                                                 |
| 5     | Elisa Rosselli – Vita Da Star           | Elisa Rosselli – Spotlight               | –                                                 |
| 6     | Elisa Rosselli – Tutti I Sogni Miei     | Elisa Rosselli – Crazy In love With You  | –                                                 |
| 7     | Elisa Rosselli – Ti Parlo Di Me         | Elisa Rosselli – Live My Life            | –                                                 |
| 8     | Elisa Rosselli – Reazione A Catena      | Elisa Rosselli – Chain Reaction          | –                                                 |
| 9     | Elisa Rosselli – La Mia Canzone         | Elisa Rosselli – Heart of Stone          | Veronika Mertová – Srdce z kamene                 |
| 10    | Elisa Rosselli – Un Regno E Una Bambina | Elisa Rosselli – A Kingdoom A Child      | –                                                 |
| 11    | Elisa Rosselli – Prova A Prenderci      | Elisa Rosselli – Catch Us If You Can     | –                                                 |
| 12    | Elisa Rosselli – Magia Di Winx          | Elisa Rosselli – Superheroes             | Veronika Mertová – Superhrdinové                  |
| 13    | Elisa Rosselli – La Tua Musica È La Mia | Elisa Rosselli – This Big World          | –                                                 |
| 14    | Elisa Rosselli – Quando Sei Con Me      | Elisa Rosselli – The World Belongs To Me | –                                                 |
| 15    | ? – I Sogni A Modo Mio                  | ? – Dreamin' In My Way                   | –                                                 |

### Série 5
| Hlavní písně  | Originál                                            | Anglicky                                                            | Česky (Nickelodeon)                                                 | Česky (CD – Ta pravá magie)                                            |
| ------------- | --------------------------------------------------- | ------------------------------------------------------------------- | ------------------------------------------------------------------- | ---------------------------------------------------------------------- |
| 1             | Michela Ollari – Invinbili Winx                     | Cassidy Ladden and Kathryn Raio (Alessia Orlando) – We're The Winx  | Jana Mařasová – My jsme Winx                                        | –                                                                      |
| 2             | Michela Ollari, Alessia Orlando – Il Mondo Cambierà | Cassidy Ladden and Kathryn Raio – Power To Change The World         | Cassidy Ladden and Kathryn Raio – Power To Change The World         | –                                                                      |
| 3             | Michela Ollari – Siamo Believix                     | Elizabeth Gillies – We Are Believix                                 | Elizabeth Gillies – We Are Believix                                 | –                                                                      |
| 4             | Elisa Rosselli – Potere Harmonix                    | Elisa Rosselli – Harmonix                                           | Jana Mařasová – Harmonix                                            | –                                                                      |
| 5             | Elisa Rosselli – Come Un Rubino                     | Elisa Rosselli – Like a Ruby                                        | Elisa Rosselli – Like a Ruby                                        | –                                                                      |
| 6             | Alessia Orlando – È Già Natale                      | Cassidy Ladden and Kathryn Raio – Christmas Magic                   | Jana Mařasová – Kouzlo Vánoc                                        | –                                                                      |
| 7             | Elisa Rosselli – Potere Sirenix                     | Elisa Rosselli – The Magic of Sirenix                               | Jana Zenáhlíková – Magie Sirenixu                                   | –                                                                      |
| 8             | Michela Ollari – Tu Sei Con Me                      | Cassidy Ladden and Kathryn Raio – Return to Me                      | Cassidy Ladden and Kathryn Raio – Return to Me                      | –                                                                      |
| 9             | Elisa Rosselli – Oltre Le Nuvole                    | Elisa Rosselli – Fly Together                                       | Elisa Rosselli – Fly Together                                       | –                                                                      |
| 10            | Elisa Rosselli, Ranieri Di Biagio – La Musica       | Elisa Rosselli, Ranieri Di Biagio – One to One                      | Elisa Rosselli, Ranieri Di Biagio – One to One                      | –                                                                      |
| 11            | Elisa Rosselli – Il Ritmo Della Libertà             | Cassidy Ladden and Kathryn Raio (Elisa Rosselli) – Magic of Tonight | Cassidy Ladden and Kathryn Raio (Elisa Rosselli) – Magic of Tonight | –                                                                      |
| 12            | Elisa Rosselli – Una Missione Winx                  | Elisa Rosselli – Underwater Mission                                 | Underwater Mission (Instrumentální verze)                           | –                                                                      |
| Ostatní písně | Originál                                            | Anglicky                                                            | Česky (Nickelodeon)                                                 | Česky (CD – Ta pravá magie)                                            |
| 13            | Elisa Rosselli – Believix                           | Elisa Rosselli – Believix, You're Magical                           | Jana Zenáhlíková – Believix, Jsi Kouzelná                           | Jan Bendig, Veronika Mertová, Samuel Gyertyák – Believix, Jsi Kouzelná |
| 14            | Michela Ollari – Winx La Sfida Non Finisce Mai      | Elisa Rosselli – Open Up Your Heart                                 | Elisa Rosselli – Open Up Your Heart                                 | Veronika Mertová, Samuel Gyertyák – Otevři Svý Já                      |

### Série 6
| Hlavní písně  | Originál                                              | Anglicky                                                          | Česky (Nickelodeon)                                |
| ------------- | ----------------------------------------------------- | ----------------------------------------------------------------- | -------------------------------------------------- |
| 1             | Alessia Orlando – Ancora E Sempre Winx                | Cassidy Ladden and Kathryn Raio – Winx Rising Up Together         | Jana Mařasová – Společně letíme                    |
| 2             | Alessia Orlando – Siamo Sirenix                       | Cassidy Ladden and Kathryn Raio – The Way of Sirenix              | Jana Mařasová – My jsme Sirenix                    |
| 3             | Michela Ollari – Bloomix Più Che Mai                  | Alessia Orlando, Elisa Aramonte – Bloomix The Power of The Dragon | Jana Mařasová – Bloomix, Síla dračího ohně         |
| 4             | Elisa Rosselli – La Nostra Sinfonia                   | Elisa Rosselli – We Are Symphony                                  | Elisa Rosselli – We Are Symphony                   |
| 5             | Elisa Rosselli – Solo Noi                             | Elisa Rosselli – Take My Hand                                     | Elisa Rosselli – Take My Hand                      |
| 6             | Elisa Rosselli – Insieme A Me                         | Elisa Rosselli – Best Friends Forever                             | Elisa Rosselli – Best Friends Forever              |
| 7             | Elisa Rosselli – Noi E La Musica                      | Elisa Rosselli – Fairy Moments                                    | Elisa Rosselli – Fairy Moments                     |
| 8             | Alessia Orlando, Michela Ollari – Festa Magica        | Alessia Orlando, Michela Ollari – A Magic Party                   | Alessia Orlando, Michela Ollari – A Magic Party    |
| 9             | Elisa Aramonte – Mythix Ali Di Magia                  | Alessia Orlando, Elisa Aramonte – The Legendarium World of Mythix | Jana Mařasová – Mythix                             |
| 10            | Elisa Rosselli – Una Voce Dentro L'anima              | Elisa Rosselli – Beat to The Music                                | Elisa Rosselli – Beat to The Music                 |
| 11            | Elisa Rosselli – Un Giorno Da Non Dimenticare         | Elisa Rosselli – We Will Rock The World                           | Elisa Rosselli – We Will Rock The World            |
| 12            | Alessia Orlando, Elisa Aramonte – Winx Potere Di Fata | Alessia Orlando, Elisa Aramonte – Living The Magic                | Alessia Orlando, Elisa Aramonte – Living The Magic |
| Ostatní písně | Originál                                              | Anglicky                                                          | Česky (Nickelodeon)                                |
| 13            | Elisa Rosselli – Potere Sirenix                       | Elisa Rosselli – The Magic of Sirenix                             | Jana Mařasová – Magie Sirenixu                     |

### Série 7
| Hlavní písně  | Originál                                     | Anglicky                                                          | Česky (Nickelodeon)                         | Česky (Barrandov)                                                 |
| ------------- | -------------------------------------------- | ----------------------------------------------------------------- | ------------------------------------------- | ----------------------------------------------------------------- |
| 1             | Alessia Orlando – Winx Noi Siamo La Magia    | Alessia Orlando – We're Magic All The Way                         | Kateřina Bohatová Šildová – S kouzly a čáry | Alessia Orlando – We're Magic All The Way                         |
| 2             | Elisa Rosselli – Splendida Armonia           | Elisa Rosselli – Love Is All Around                               | Elisa Rosselli – Love Is All Around         | Elisa Rosselli – Love Is All Around                               |
| 3             | Alessia Orlando – Butterflix Mistica Energia | Alessia Orlando – Butterflix Power                                | Kateřina Bohatová Šildová – Síla Butterflix | Alessia Orlando – Butterflix Power                                |
| 4             | Elisa Rosselli – Il Ritmo Della Jungla       | Alessia Orlando – Wild And Free                                   | Alessia Orlando – Wild And Free             | Alessia Orlando – Wild And Free                                   |
| 5             | Elisa Aramonte – La Natura È Felicità        | Alessia Orlando – Children of Nature                              | Alessia Orlando – Children of Nature        | Alessia Orlando – Children of Nature                              |
| 6             | Elisa Rosselli – Tynix                       | Elisa Rosselli – Tynix                                            | Kateřina Bohatová Šildová – Tynix           | Elisa Rosselli – Tynix                                            |
| 7             | Elisa Rosselli – Diamanti                    | Elisa Rosselli – Shine Like A Diamond                             | Elisa Rosselli – Shine Like A Diamond       | Elisa Rosselli – Shine Like A Diamond                             |
| 8             | Elisa Rosselli – Tutto È Bello Com'È         | Elisa Rosselli – Mon Ami, My Friend                               | Elisa Rosselli – Mon Ami, My Friend         | Elisa Rosselli – Mon Ami, My Friend                               |
| 9             | Elisa Rosselli – Una Vita In Volo            | Elisa Rosselli – We Were Born to Fly                              | Elisa Rosselli – We Were Born to Fly        | Elisa Rosselli – We Were Born to Fly                              |
| 10            | Elisa Rosselli – Magnifiche Winx             | Elisa Rosselli – So Wonderful Winx                                | Elisa Rosselli – So Wonderful Winx          | Elisa Rosselli – So Wonderful Winx                                |
| 11            | Alessia Orlando – Irresistibili Winx         | Alessia Orlando – Irresistible Winx                               | Alessia Orlando – Irresistible Winx         | Alessia Orlando – Irresistible Winx                               |
| 12            | Alessia Orlando – Siamo Winx Questa È Magia  | Alessia Orlando – The Magic World of Winx                         | Alessia Orlando – The Magic World of Winx   | Alessia Orlando – The Magic World of Winx                         |
| Ostatní písně | Originál                                     | Anglicky                                                          | Česky (Nickelodeon)                         |                                                                   |
| 13            | Elisa Rosselli – Potere Sirenix              | Alessia Orlando, Elisa Aramonte – Bloomix The Power of The Dragon | Jana Mařasová – Bloomix, Síla dračího ohně  | Alessia Orlando, Elisa Aramonte – Bloomix The Power of The Dragon |

### Série 8
| Hlavní písně  | Originál                                                    | Anglicky                                                                 |
| ------------- | ----------------------------------------------------------- | ------------------------------------------------------------------------ |
| 1             | Elena Borroni, Elisa Aramonte – Siamo Magiche Winx          | Jessica Kline, Elisa Aramonte, Elena Borroni – We Are The Magical Winx   |
| 2             | Elena Borroni, Elisa Aramonte – Stella Più Che Mai          | Alessia Orlando, Elisa Aramonte, Elena Borroni – Fly to My Heart         |
| 3             | Elena Borroni, Elisa Aramonte – Cosmix Winx                 | Alessia Orlando, Elisa Aramonte, Elena Borroni – Cosmix Winx             |
| 4             | Elena Borroni, Elisa Aramonte – Amo La Musica               | Alessia Orlando, Elisa Aramonte, Elena Borroni – I Love The Music        |
| 5             | Elena Borroni, Elisa Aramonte – Splenderai                  | Alessia Orlando, Elisa Aramonte, Elena Borroni – Brightest Star          |
| 6             | Elena Borroni, Elisa Aramonte – Il Giorno Più Bello Che C'è | Alessia Orlando, Elisa Aramonte, Elena Borroni – The Time of My Life     |
| 7             | Elena Borroni, Elisa Aramonte – La Magia Si Accende         | Alessia Orlando, Elisa Aramonte, Elena Borroni – Can You Feel The Magic  |
| 8             | Elena Borroni, Elisa Aramonte – Che Festa Questa Festa      | Alessia Orlando, Elisa Aramonte, Elena Borroni – Get This Party Started  |
| 9             | Elena Borroni, Elisa Aramonte – Se Ti Fidi Di Me            | Alessia Orlando, Elisa Aramonte, Elena Borroni – If You Trust Me         |
| 10            | Elena Borroni, Elisa Aramonte – Finalmente Insieme          | Alessia Orlando, Elisa Aramonte, Elena Borroni – Finally Together        |
| 11            | Elena Borroni, Elisa Aramonte – Succede Se Ci Credi         | Alessia Orlando, Elisa Aramonte, Elena Borroni – Make It Happen          |
| 12            | Elena Borroni, Elisa Aramonte – Insieme Tra Le Stelle       | Jessica Kline, Elisa Aramonte, Elena Borroni – Beyond The Stars Together |
| Ostatní písně | Originál                                                    | Anglicky                                                                 |
| 13            | Alessia Orlando – Butterflix Mistica Energia                | Alessia Orlando – Butterflix Power                                       |
| 14            | Elisa Rosselli – Potere Sirenix                             | Elisa Rosselli – The Magic of Sirenix                                    |
| 15            | Elisa Rosselli – Potere Enchantix                           | Elisa Rosselli – Enchantix                                               |